# 威力导演
威力导演（英語：PowerDirector）是一款非線性編輯的影片剪輯軟體，由讯连科技发行。本軟體讓使用者能导入、剪輯、並导出多種格式的视频。該軟件有Windows版、macOS版、Android版以及iOS版。
適用於安卓系統的「威力導演移动版」，曾入選 Google Play 2016年度最佳應用程式的「最具創新力應用程式」
。

## 外部連結
- CyberLink 訊連科技 （繁體中文）（页面存档备份，存于）
- DirectorZone （页面存档备份，存于）
- 威力導演 365 （页面存档备份，存于）
- 威力導演 - 影片剪輯 & 影片製作APP (Android) （页面存档备份，存于）
- PowerDirectorAPP (iOS) （页面存档备份，存于）